# Apple Watch Series 2
De Apple Watch Series 2 is een smartwatch, gemaakt door Apple. De Apple Watch Series 2 werd aan het publiek gepresenteerd op Op 7 september 2016, tegelijk met de Apple Watch Series 1. Tenopzichte van zijn voorganger beschikt de Series 2 over een ingebouwde GPS en is hij tot op een zekere hoogte waterbestendig gemaakt.

## Design
De Apple Watch is rechthoekig met afgeronde hoeken en gebruikt als besturingssysteem watchOS, echter dit ziet er anders uit dan bijvoorbeeld op de iPhone. Het toestel heeft een draaiwieltje, de Digital Crown, waarmee handelingen op het scherm zoals zoomen kunnen worden uitgevoerd. Er zijn drie versies van het horloge in verschillende groottes en in verschillende horlogestijlen (de standaard Apple Watch uit roestvrij staal, de uit aluminium vervaardigde Apple Watch Sport en de uit keramisch materiaal bestaande Apple Watch Edition) en horlogebanden beschikbaar. Het toestel wordt draadloos opgeladen door middel van inductie. Het heeft een aanraakgevoelig scherm, waardoor het het verschil kan opmerken tussen tikken en drukken ("Force Touch"); hier zijn verschillende functies op gebaseerd.

## Functies
Apples stemassistent Siri is ingebouwd, alsook antwoorden op berichten met automatisch gegenereerde antwoorden, audioberichten, al dan niet door het horloge omgezet in tekst, tekeningen en emoticons. Het toestel bevat eveneens een hartritmemeter voor de HealthKit en werkt met Apples nieuwe betaalsysteem Apple Pay (vooralsnog alleen in de Verenigde Staten). Standaardapps zijn onder meer een app voor fitness en work-outs, Apple Maps, Twitter en besturing voor de muziekspeler op de iPhone. Ook kan de iPhone-camera bestuurd worden met de Apple Watch, en kan het toestel gebruikt worden als portofoon. De notificaties op de iPhone kunnen ook bekeken worden en door ontwikkelaars worden aangepast. Het zal ook mogelijk zijn om de Apple Watch te gebruiken als afstandsbediening voor de Apple TV en iTunes.

## Uitvoeringen

#### Apple Watch Series 2
Deze versie is beschikbaar in aluminium en roestvrij staal.

#### Apple Watch Nike+
Een speciale versie van de Apple Watch Series 2 ontwikkeld en uitgebracht in samenwerking met Nike. De versie is beschikbaar in aluminium met een speciaal Nike-bandje.

#### Apple Watch Edition
De Apple Watch Edition is vanaf dit model van een heel ander materiaal gemaakt, waar deze oorspronkelijk van 18-karaats goud gemaakt werd is dit nu wit keramiek.

#### Apple Watch Hermes
Dit model is gemaakt van roestvrij staal in samenwerking met modemerk Hermes. Dit model wordt niet verkocht in Nederland en België.

## Compatibiliteit
Om een Apple Watch Series 2 te configureren, heb je een iPhone 5 of nieuwer nodig. Als je deze niet hebt, is het onmogelijk je Apple Watch te gebruiken.

## Verkrijgbaarheid
De Apple Watch Series 2 was vanaf september 2016 tot en met september 2017 verkrijgbaar in Nederland.